# Lothar von Arnauld de la Perière

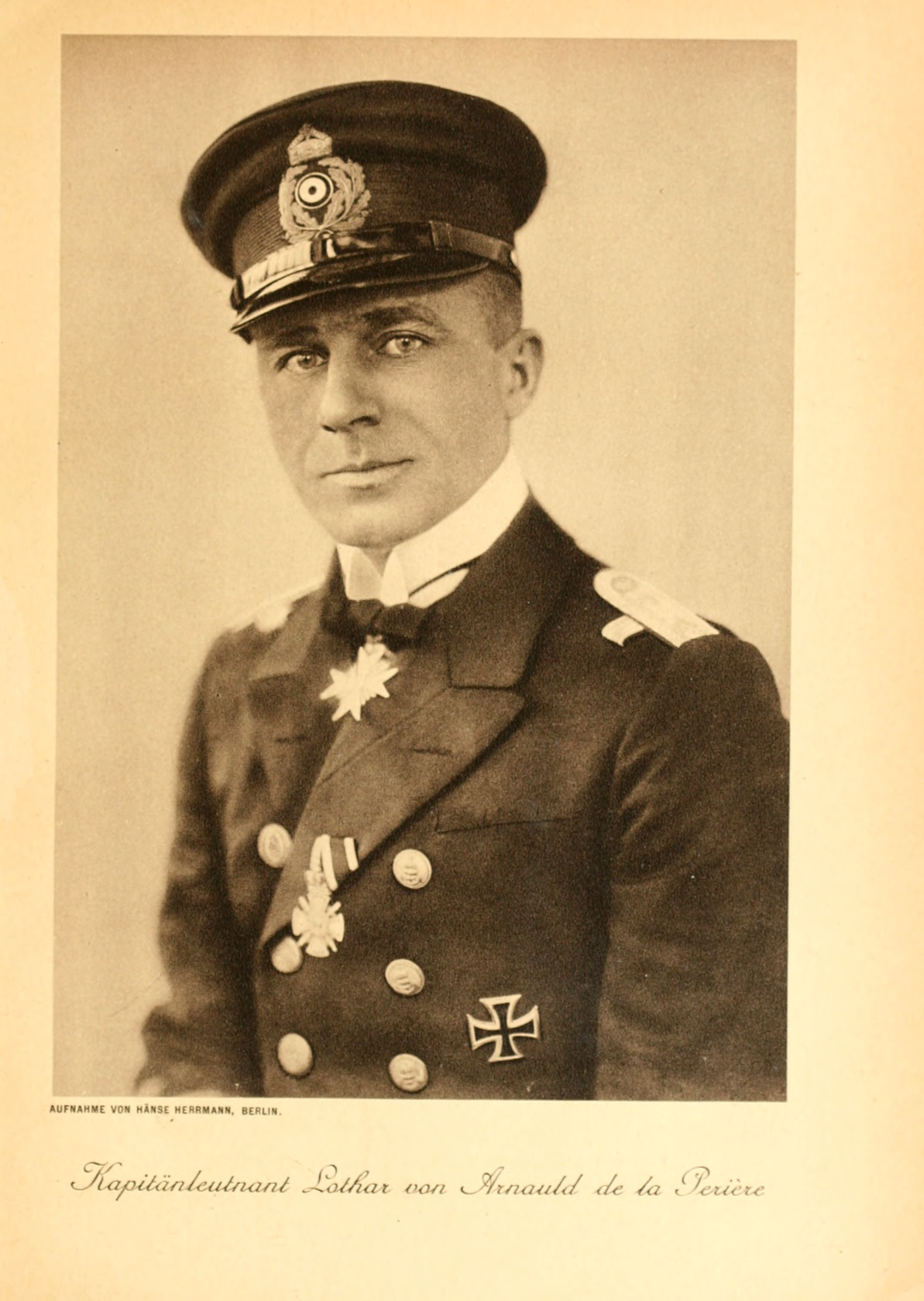
Kapitänleutnant Lothar von Arnauld de la Perière (1918)

Lothar von Arnauld de la Perière (* 18. März 1886 in Posen; † 24. Februar 1941 bei Le Bourget, Paris) war ein deutscher Marineoffizier, zuletzt Vizeadmiral im Zweiten Weltkrieg. Er war der erfolgreichste U-Boot-Kommandant des Ersten Weltkriegs und mit 194 versenkten Schiffen von zusammen 453.716 BRT der zugleich erfolgreichste U-Boot-Kommandant der Seekriegsgeschichte.

## Leben

### Herkunft
Sein Urgroßvater Johann Gabriel Arnauld de la Perière musste nach einem Duell 1757 aus Frankreich fliehen und ging nach Preußen, wo er Offizier in der Armee Friedrichs des Großen wurde. Einer seiner Söhne, Eugen Ahasverus Albert Arnauld de la Perière (* 10. Oktober 1800 in Neidenburg), war der Großvater von Lothar von Arnauld de la Perière.

### Werdegang
Lothar von Arnauld de la Perière trat am 1. April 1903 im Alter von 17 Jahren als Seekadett in die Kaiserliche Marine ein (Crew 4/03). Er durchlief die übliche Ausbildung und segelte mit Fregattenkapitän von Dombrowski auf dem Segelschulschiff Stein zu einer Ausbildungsfahrt nach Westindien. 1905 absolvierte er Spezialkurse für die Torpedowaffe und Artillerie. 1906 wurde er Leutnant zur See.
Während der kommenden Jahre folgten Kommandos auf den Linienschiffen Kurfürst Friedrich Wilhelm, Schlesien und Schleswig-Holstein sowie auch bei der II. Torpedobootsdivision. Von 1911 bis 1913 war Oberleutnant zur See von Arnauld de la Perière Torpedooffizier auf dem Kleinen Kreuzer Emden. Bis zum Beginn des Krieges war er im Admiralstab und dort Adjutant beim Chef des Admiralstabes, Admiral Hugo von Pohl, in Berlin.

#### Erster Weltkrieg

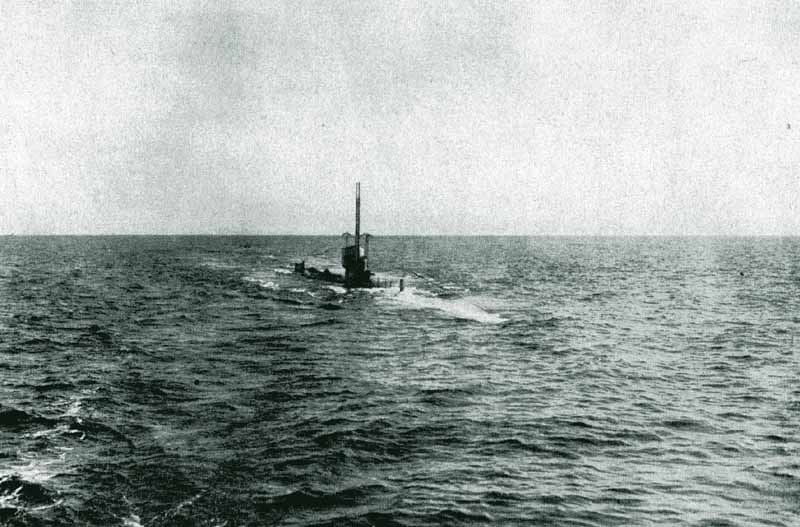
U 35 auf Patrouille im Mittelmeer

Bei Ausbruch des Krieges meldete sich Arnauld de la Perière zu den Marinefliegern. Zum Kapitänleutnant befördert wurde er am 16. Dezember 1914, am 1. April 1915 wechselte er zur U-Boot-Waffe. Nach absolviertem Kommandantenkurs (mit Übungsfahrten in U 1 und U 3) übernahm er am 18. November 1915 bei der U-Flottille Pola in Pola das Kommando über U 35. Arnauld de la Perière machte mit diesem Boot im Mittelmeer bis März 1918 14 Feindfahrten. Die sechste Operation, die vom 26. Juli bis zum 20. August 1916 dauerte, war mit 54 versenkten Schiffen mit über 90.000 BRT die erfolgreichste Feindfahrt des Ersten Weltkrieges. Am 11. Oktober 1916 wurde er dafür als dritter U-Boot-Kommandant der U-Flottille Pola mit dem Orden Pour le Mérite ausgezeichnet. Am 18. Mai 1918 stellte Arnauld de la Perière den U-Kreuzer U 139, der den Namen Kapitänleutnant Schwieger erhielt, in Dienst. Mit diesem Boot machte er eine Fahrt, auf der fünf Schiffe mit 7.008 BRT versenkt wurden.
Er versenkte bei seinen Feindfahrten insgesamt 193 Handelsschiffe mit 457.179 BRT sowie zwei Kanonenboote mit 2.500 BRT; außerdem wurden sieben Schiffe mit insgesamt 31.810 BRT beschädigt.

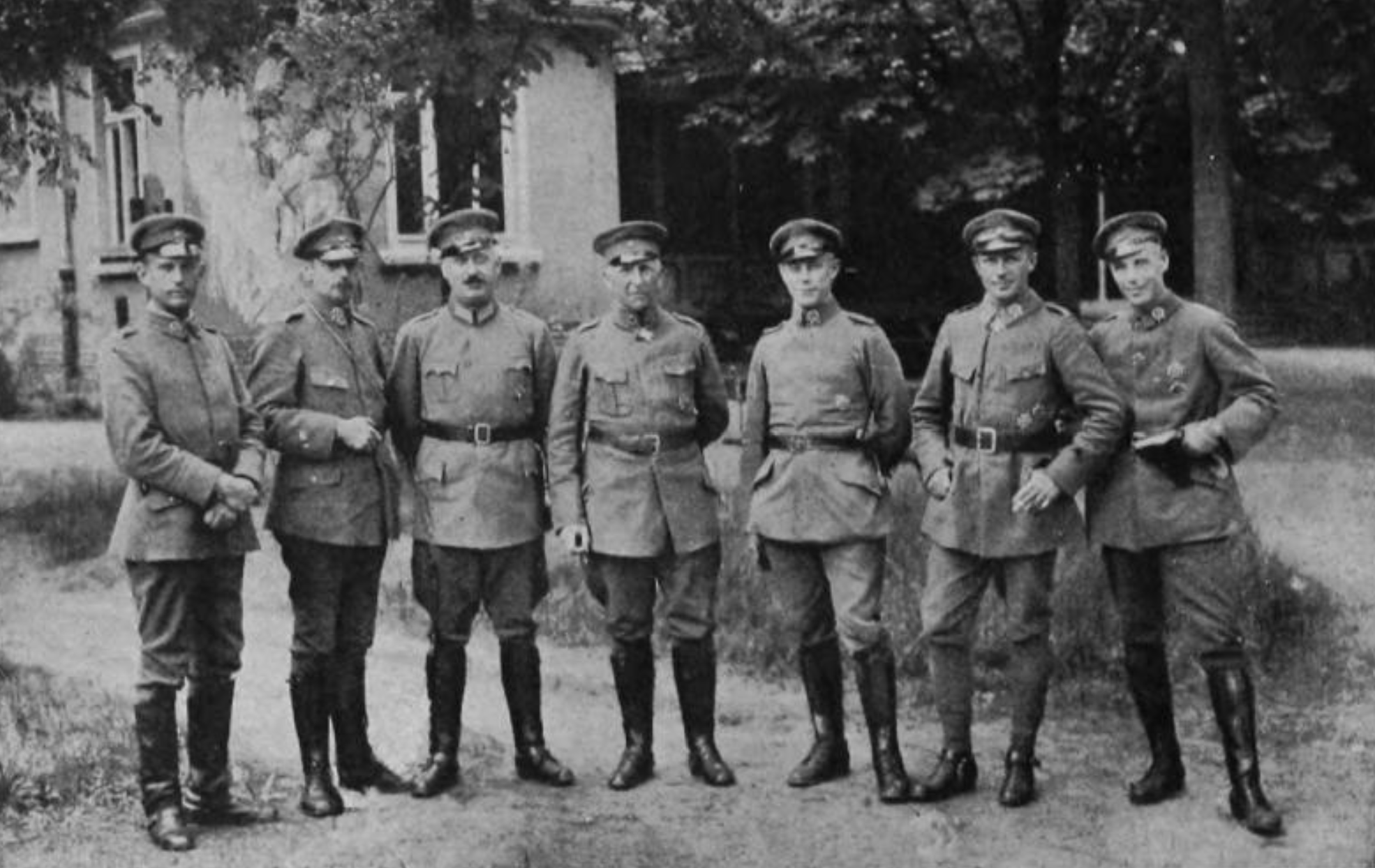
Offiziere der Marine-Brigade von Loewenfeld, darunter von Arnauld de la Perière (2. von rechts)

#### Zwischen den Weltkriegen
Nach Kriegsende blieb Arnauld de la Perière bei der Marine und führte vom 1. Februar 1919 bis zum Oktober 1920 das Sturmbataillon von-Arnauld-de-la-Perière in der 3. Marinebrigade unter Wilfried von Loewenfeld. Anschließend war er, am 1. April 1922 zum Korvettenkapitän befördert, bis 1923 Kommandant der Infanterieabteilung und dann Kommandant der 2. Abteilung der Schiffsstammdivision der Ostsee. In den folgenden Jahren war er als Navigationsoffizier auf den Linienschiffen Hannover und Elsass sowie als Admiralstabsoffizier beim Chef der Marinestation der Nordsee unter Vizeadmiral Bauer tätig. Von 1928 bis 1930 war er, inzwischen am 1. November 1928 zum Fregattenkapitän befördert, Kommandant des Leichten Kreuzers Emden. Am 30. September 1931 trat er im Range eines Kapitäns zur See in den vorzeitigen Ruhestand. Er war 1919/20 als möglicher Kriegsverbrecher auf die Auslieferungsliste der Entente gesetzt.
Von 1932 bis 1938 unterrichtete er an der türkischen Marineakademie.

#### Zweiter Weltkrieg

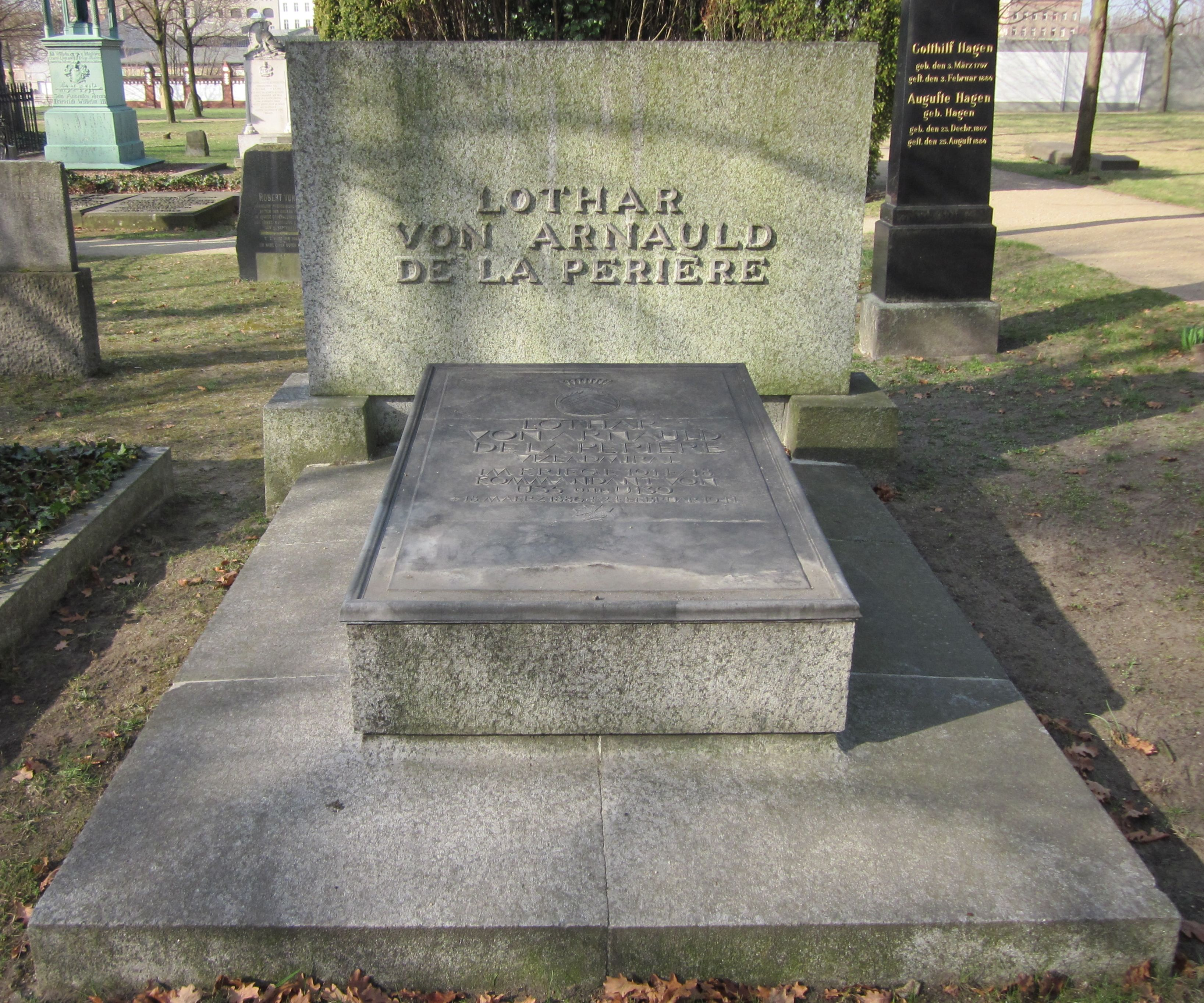
Grabmal auf dem Invalidenfriedhof in Berlin

Arnauld de la Perière wurde bei Kriegsbeginn reaktiviert und war von September 1939 bis März 1940 Marinebevollmächtigter in Danzig. Nach kurzer Tätigkeit ab Mai 1940 als Marinebefehlshaber Niederlande-Belgien, was er bis zur Auflösung des Befehlshabers im Juni 1940 blieb, war er als Konteradmiral z. V. bis Dezember 1940 Marinebefehlshaber Bretagne, welcher aus dem ehemaligen Marinebefehlshaber Niederlande-Belgien hervorgegangen und auch für die Einrichtung des Marinebefehlshaber Westfrankreich herangezogen war. Im Dezember 1940 wurde der Marinebefehlshaber Bretagne aufgeteilt und Arnauld de la Perière wurde Marinebefehlshaber Westfrankreich. Am 1. Februar 1941 erfolgte die Beförderung zum Vizeadmiral z. V. Auf dem Weg zur Übernahme des Kommandos als Admiral Z, eine neu eingerichtete Dienststelle, starb Arnauld de la Perière beim Absturz seines Flugzeugs bei Le Bourget nahe Paris.
Zu seinem Andenken wurde eine Gruppe von VII-C-Booten im Mittelmeer unter dem Namen Arnauld zusammengefasst.
Arnauld de la Perière wurde auf dem Berliner Invalidenfriedhof beerdigt.

## Auszeichnungen
- Pour le Mérite
- Eisernes Kreuz (1914) II. und I. Klasse
- Ritterkreuz des Königlichen Hausordens von Hohenzollern mit Schwertern
- Kronenorden IV. Klasse
- U-Boot-Kriegsabzeichen (1918)
- Dienstauszeichnungskreuz
- Hanseatenkreuz Hamburg
- Ritterkreuz des österreichisch-kaiserlichen Leopold-Ordens mit Kriegsdekoration
- Orden der Eisernen Krone III. Klasse mit Kriegsdekoration
- Österreichisches Militärverdienstkreuz III. Klasse mit Kriegsdekoration
- Silberne Liakat-Medaille mit Schwertern
- Eiserner Halbmond

## Schriften
- „U 35“ auf Jagd. Bertelsmann, Gütersloh 1938. (Wiederveröffentlicht als Meine Kriegsfahrten mit U-35. E-Book, Sketec-Verlag, Passau 2012.)